# Fernanda Iglesias
Fernanda Iglesias es una periodista de espectáculos argentina. Fue panelista de los programas televisivos Duro de domar, Nosotros a la mañana y LAM. También trabajó en Radio Mitre con Jorge Lanata en Lanata sin filtro. Actualmente es panelista de Puro show por eltrece.

## Biografía
Fernanda Iglesias se recibió de periodista en la Universidad Católica Argentina. Comenzó trabajando como redactora y columnista del suplemento de espectáculos del diario Clarín de Buenos Aires en marzo de 1994. Luego de 12 años trabajando en ese medio, Iglesias renuncia en el 2006. Desde el 2007, es columnista en el periódico La Nación. 
En televisión su primera aparición fue en el programa "Georgina y vos" que era conducido por Georgina Barbarossa en Canal 13. 
Fue panelista del programa de televisión Duro de domar que fue conducido por Roberto Pettinato en Canal 13. Este mismo conductor fue quien la invitó a formar parte del programa cuando ella le hizo una nota para Clarín. En este programa participó hasta el 2010. Además participó como panelista en el debate de Gran Hermano.
Se dedica a los chismes sobre famosos. Trabajó todas las tardes de 17 a 19 en Radio Continental en “La Vuelta” por AM 590 con María O'Donnell y Carlos Ulanovsky y por las mañanas en "Lanata sin filtro" con Jorge Lanata con quien tuvo un impasse, tras un capítulo del programa Periodismo Para Todos donde se criticaba el fomento a la producción audiovisual. Fernanda Iglesias al respecto opinó:

"Lamentamos profundamente la desinformación y tergiversación realizada en el programa PPT respecto de nuestra actividad, de las políticas de fomento que permiten la creación de miles de puestos de trabajo y de mayor actividad económica, que posibilitan mayor acceso a la producción y consumo de bienes culturales, que federalizan la producción, que distribuyen la palabra y que fortalecen nuestra democracia.".

Desde 2018 hasta 2021, fue panelista del programa Hay que ver por Canal 9 y desde junio de 2020, presentadora del programa Esto no es Hollywood de AM del Plata.
Entre 2022 y 2024, fue panelista de LAM por América.
Desde 2025, es panelista del programa Puro Show por Canal 13.

## Televisión
| Año           | Programa                   | Título    | Canal             |
| ------------- | -------------------------- | --------- | ----------------- |
| 2005-2010     | Duro de domar              | Panelista | eltrece / Canal 9 |
| 2010-2011     | GH 2011 El Debate          | Panelista | Telefe            |
| 2014-2016     | Nosotros a la mañana       | Panelista | eltrece           |
| 2018          | Hay que ver                | Panelista | El Nueve          |
| 2019-2021     | Hay que ver                | Panelista | El Nueve          |
| 2018          | Los especialistas del show | Panelista | eltrece           |
| 2022-2024     | LAM                        | Panelista | America TV        |
| 2025-presente | Puro Show                  | Panelista | eltrece           |